# Caiac canoe la Jocurile Olimpice de vară din 2024 - K-2 500 m masculin
Proba masculină de canoe K-2 500 de metri de la Jocurile Olimpice de vară din 2024 a avut loc în perioada 6-9 august 2024 pe Stadionul Nautic Olimpic Național din Île-de-France, aflat la aproximativ 30 de kilometri de Paris.

## Program
Orele sunt ora Franței (UTC+1) 
| Data                  | Timp        | Etapă                    |
| --------------------- | ----------- | ------------------------ |
| Marți, 6 august 2024  | 11:30 14:30 | Serii Sferturi de finală |
| Vineri, 9 august 2024 | 11:10 13:20 | Semifinale Finale        |

## Rezultate

### Serii

#### Seria 1
| Loc | Culoar | Canotori                          | Țară          | Timp    | Note |
| --- | ------ | --------------------------------- | ------------- | ------- | ---- |
| 1   | 5      | Jacob Schopf Max Lemke            | Germania      | 1:28,03 | CSE  |
| 2   | 4      | João Ribeiro Messias Baptista     | Portugalia    | 1:28,10 | CSE  |
| 3   | 7      | Adrián del Río Marcus Cooper Walz | Spania        | 1:35,26 | CSF  |
| 4   | 6      | Bu Tingkai Zhang Dong             | China         | 1:36,79 | CSF  |
| 5   | 3      | Hamish Legarth Kurtis Imrie       | Noua Zeelandă | 1:41,18 | CSF  |

#### Seria 2
| Loc | Culoar | Canotori                              | Țară                       | Timp    | Note |
| --- | ------ | ------------------------------------- | -------------------------- | ------- | ---- |
| 1   | 7      | Max Rendschmidt Tom Liebscher-Lucz    | Germania                   | 1:28,39 | CSE  |
| 2   | 5      | Bence Nádas Sándor Tótka              | Ungaria                    | 1:29,08 | CSE  |
| 3   | 3      | Oleh Kukharyk Ihor Trunov             | Ucraina                    | 1:31,24 | CSF  |
| 4   | 4      | Mindaugas Maldonis Andrejus Olijnikas | Lituania                   | 1:31,27 | CSF  |
| 5   | 6      | Jonas Ecker Aaron Small               | Statele Unite ale Americii | 1:32,01 | CSF  |

#### Seria 3
| Loc | Culoar | Canotori                              | Țară      | Timp    | Note |
| --- | ------ | ------------------------------------- | --------- | ------- | ---- |
| 1   | 4      | Jakub Stepun Przemysław Korsak        | Polonia   | 1:28,84 | CSE  |
| 2   | 5      | Carlos Arévalo Rodrigo Germade        | Spania    | 1:28,85 | CSE  |
| 3   | 6      | Pierre-Luc Poulin Simon McTavish      | Canada    | 1:28,91 | CSF  |
| 4   | 7      | Marko Novaković Marko Dragosavljević  | Serbia    | 1:30,71 | CSF  |
| 5   | 3      | Bekarys Ramatulla Sergii Tokarnytskyi | Kazahstan | 1:38,62 | CSF  |

#### Seria 4
| Loc | Culoar | Canotori                             | Țară          | Timp    | Note |
| --- | ------ | ------------------------------------ | ------------- | ------- | ---- |
| 1   | 4      | Jean van der Westhuyzen Thomas Green | Australia     | 1:28,59 | CSE  |
| 2   | 7      | Bálint Kopasz Ádám Varga             | Ungaria       | 1:29,37 | CSE  |
| 3   | 5      | Jakub Špicar Daniel Havel            | Cehia         | 1:29,73 | CSF  |
| 4   | 6      | Hamish Lovemore Andrew Birkett       | Africa de Sud | 1:33,25 | CSF  |
| 5   | 3      | Andjelo Džombeta Vladimir Torubarov  | Serbia        | 1:34,22 | CSF  |

### Sferturi de finală

#### Sfert de finală 1
| Loc | Culoar | Canotor                               | Țară          | Timp    | Note |
| --- | ------ | ------------------------------------- | ------------- | ------- | ---- |
| 1   | 5      | Adrián del Río Marcus Cooper Walz     | Spania        | 1:29,12 | CSE  |
| 2   | 3      | Hamish Lovemore Andrew Birkett        | Africa de Sud | 1:29,75 | CSE  |
| 3   | 4      | Pierre-Luc Poulin Simon McTavish      | Canada        | 1:30,01 | CSE  |
| 4   | 7      | Hamish Legarth Kurtis Imrie           | Noua Zeelandă | 1:30,29 | CSE  |
| 5   | 6      | Mindaugas Maldonis Andrejus Olijnikas | Lituania      | 1:30,30 |      |
| 6   | 2      | Bekarys Ramatulla Sergii Tokarnytskyi | Kazahstan     | 1:37,58 |      |

#### Sfert de finală 2
| Loc | Culoar | Canotor                              | Țară                       | Timp    | Note |
| --- | ------ | ------------------------------------ | -------------------------- | ------- | ---- |
| 1   | 4      | Jakub Špicar Daniel Havel            | Cehia                      | 1:28,36 | CSE  |
| 2   | 3      | Marko Novaković Marko Dragosavljević | Serbia                     | 1:28,57 | CSE  |
| 3   | 7      | Jonas Ecker Aaron Small              | Statele Unite ale Americii | 1:28,93 | CSE  |
| 4   | 2      | Andjelo Džombeta Vladimir Torubarov  | Serbia                     | 1:29,46 | CSE  |
| 5   | 6      | Bu Tingkai Zhang Dong                | China                      | 1:29,58 |      |
| 6   | 5      | Oleh Kukharyk Ihor Trunov            | Ucraina                    | 1:29,68 |      |

### Semifinale

#### Semifinala 1
| Loc | Culoar | Canotor                        | Țară                       | Timp    | Note |
| --- | ------ | ------------------------------ | -------------------------- | ------- | ---- |
| 1   | 4      | Jacob Schopf Max Lemke         | Germania                   | 1:28,13 | FA   |
| 2   | 3      | Bence Nádas Sándor Tótka       | Ungaria                    | 1:28,38 | FA   |
| 3   | 2      | Jakub Špicar Daniel Havel      | Cehia                      | 1:28,71 | FA   |
| 4   | 1      | Jonas Ecker Aaron Small        | Statele Unite ale Americii | 1:29,51 | FA   |
| 5   | 6      | Bálint Kopasz Ádám Varga       | Ungaria                    | 1:29,66 | FB   |
| 6   | 7      | Hamish Lovemore Andrew Birkett | Africa de Sud              | 1:29,70 | FB   |
| 7   | 8      | Hamish Legarth Kurtis Imrie    | Noua Zeelandă              | 1:30,26 | FB   |
| 8   | 5      | Jakub Stepun Przemysław Korsak | Polonia                    | 1:30,95 | FB   |

#### Semifinala 2
| Loc | Culoar | Canotor                              | Țară       | Timp    | Note |
| --- | ------ | ------------------------------------ | ---------- | ------- | ---- |
| 1   | 5      | Jean van der Westhuyzen Thomas Green | Australia  | 1:26,85 | FA   |
| 2   | 2      | Adrián del Río Marcus Cooper Walz    | Spania     | 1:27,24 | FA   |
| 3   | 3      | João Ribeiro Messias Baptista        | Portugalia | 1:27,64 | FA   |
| 4   | 4      | Max Rendschmidt Tom Liebscher-Lucz   | Germania   | 1:27,67 | FA   |
| 5   | 6      | Carlos Arévalo Rodrigo Germade       | Spania     | 1:28,49 | FB   |
| 6   | 1      | Pierre-Luc Poulin Simon McTavish     | Canada     | 1:29,01 | FB   |
| 7   | 7      | Marko Novaković Marko Dragosavljević | Serbia     | 1:30,20 | FB   |
| 8   | 8      | Andjelo Džombeta Vladimir Torubarov  | Serbia     | 1:34,65 | FB   |

### Finale

#### Finala B
| Loc | Culoar | Canotor                              | Țară          | Timp    | Note |
| --- | ------ | ------------------------------------ | ------------- | ------- | ---- |
| 9   | 4      | Carlos Arévalo Rodrigo Germade       | Spania        | 1:30,08 |      |
| 10  | 6      | Pierre-Luc Poulin Simon McTavish     | Canada        | 1:30,80 |      |
| 11  | 2      | Marko Novaković Marko Dragosavljević | Serbia        | 1:31,50 |      |
| 12  | 3      | Hamish Lovemore Andrew Birkett       | Africa de Sud | 1:31,79 |      |
| 13  | 1      | Jakub Stepun Przemysław Korsak       | Polonia       | 1:32,05 |      |
| 14  | 7      | Hamish Legarth Kurtis Imrie          | Noua Zeelandă | 1:32,09 |      |
| 15  | 5      | Bálint Kopasz Ádám Varga             | Ungaria       | 1:32,85 |      |
| 16  | 8      | Andjelo Džombeta Vladimir Torubarov  | Serbia        | 1:35,00 |      |

#### Finala A
| Loc | Culoar | Canotor                              | Țară                       | Timp    | Note |
| --- | ------ | ------------------------------------ | -------------------------- | ------- | ---- |
| 1   | 5      | Jacob Schopf Max Lemke               | Germania                   | 1:26,87 |      |
| 2   | 3      | Bence Nádas Sándor Tótka             | Ungaria                    | 1:27,15 |      |
| 3   | 4      | Jean van der Westhuyzen Thomas Green | Australia                  | 1:27,29 |      |
| 4   | 6      | Adrián del Río Marcus Cooper Walz    | Spania                     | 1:27,38 |      |
| 5   | 8      | Max Rendschmidt Tom Liebscher-Lucz   | Germania                   | 1:27,54 |      |
| 6   | 2      | João Ribeiro Messias Baptista        | Portugalia                 | 1:27,82 |      |
| 7   | 7      | Jakub Špicar Daniel Havel            | Cehia                      | 1:29,29 |      |
| 8   | 1      | Jonas Ecker Aaron Small              | Statele Unite ale Americii | 1:30,02 |      |